# Edwin Mills (atleet)
Edwin Archer Mills (Stretton Baskerville, 17 mei 1878 - Ashby-de-la-Zouch, 12 november 1946) was een Brits touwtrekker. 
Mills won met het Londense politieteam drie medailles bij het touwtrekken. Tijdens de spelen in 1908 in eigen land won hij de gouden medaille door in de finale te winnen van het politieteam uit Liverpool. 
Vier jaar later tijdens de 1912 verloor Mills met het Londense politieteam de finale van de politie uit Stockholm. Bij de volgende spelen acht jaar later won Mills olympisch goud in Antwerpen.
1900: Aabye, Schmidt, Winckler, Nilsson, Söderström, Staaf ·
1904: Olson, Johnson, Seiling, Magnusson, Flanagan ·
1908: Barrett, Goodfellow, Humphreys, Hirons, Ireton, Merriman, Mills, Shepherd ·
1912: Andersson, Bergman, Edman, Fredriksson, Gustafsson, Jonsson, Larsson, Lindström ·
1920: Canning, Holmes, Humphreys, Mills, Sewell, Shepherd, Stiff, Thorn